# Hans Leesment

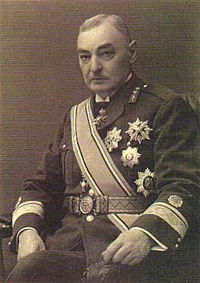
Hans Leesment

Hans Leesment (* 13. Februar 1873; † 26. August 1944 in Tallinn) war ein estnischer Generalmajor und Politiker.

## Leben

### Herkunft und Familie
Er ist der Sohn von Karl Leesment (1841–1910) und Ann, geborene Kien (1842–1926). Sein Bruder Jaan Leesment (1870–1941) war Major, dessen Sohn Leo (1902–1986) ein Professor für Rechtswissenschaft.
Am 15. Februar 1902 heiratete er Ella Marie Julie Pritson (1881–1944). Ihre Kinder waren:
1. Hans Erik Leesment (1904–1935)
2. Leonhard Georg Leesment (1907–-1996)
3. Ilmar Karl Leesment (1908–1986)

### Werdegang
Von 1893 bis 1899 studierte er Medizin an der Kaiserlichen Universität Dorpat. Er war Mitglied der Fraternitas Estica. Er war 1919 Gründer des Estnischen Roten Kreuzes und von 1919 bis 1940 dessen Präsident. Am 24. Februar 1933 wurde er zum Generalmajor ernannt.